# Miconia pyrifolia
Miconia pyrifolia är en tvåhjärtbladig växtart som beskrevs av Charles Victor Naudin. Miconia pyrifolia ingår i släktet Miconia och familjen Melastomataceae. Inga underarter finns listade i Catalogue of Life.